# Alanus de Rupe

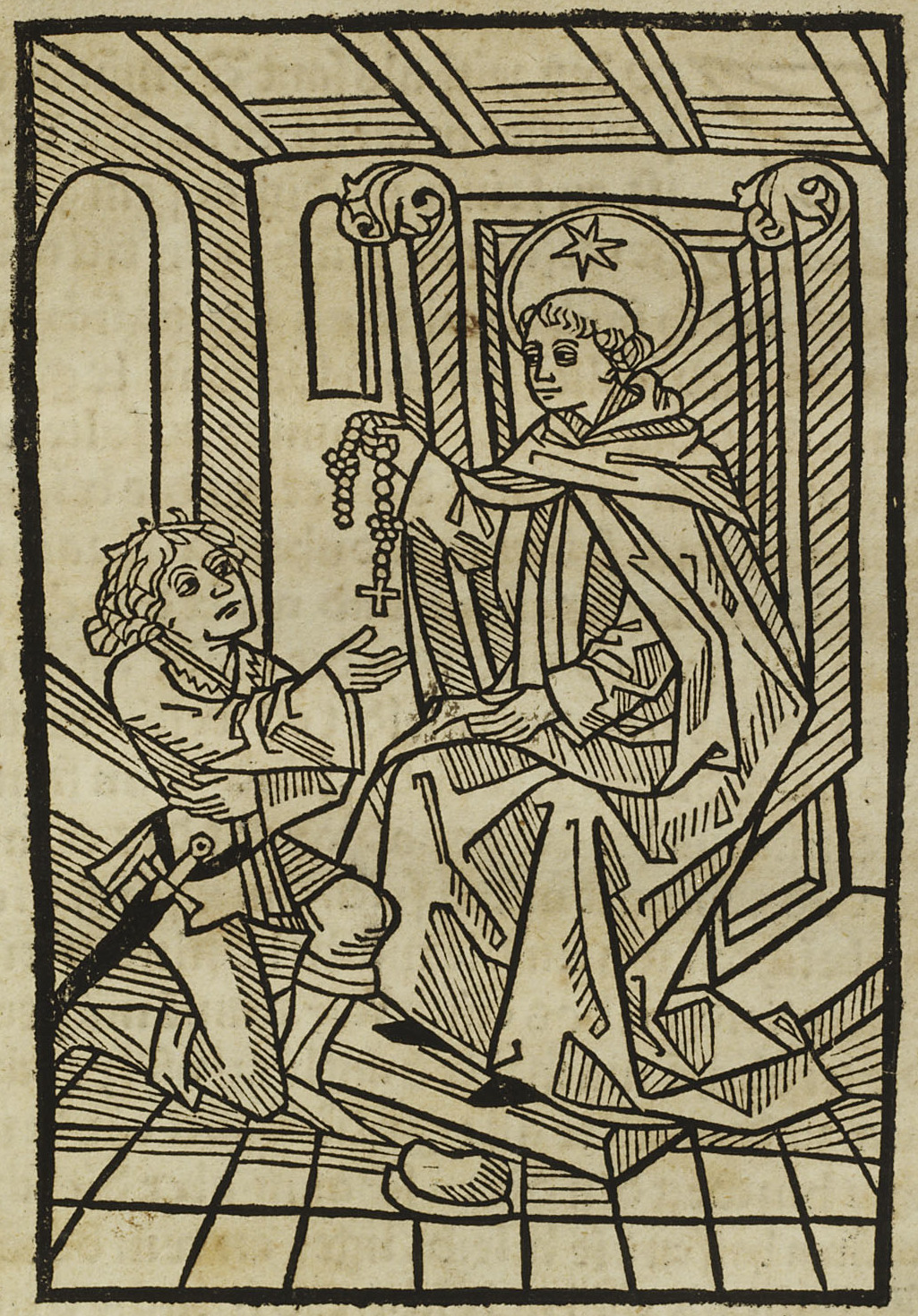
Alanus de Rupe.

Alanus de Rupe eller egentligen Alain de la Roche, född omkring 1428 i Bretagne, död 8 september 1475 i Zwolle, var en dominikanermunk, som var lärare vid universiten i Paris och Gent.
Alanus de Rupe verkade ivrigt för den enskilda Mariakulten och skrev för detta ändamål Jungfru Marie psaltare, som emellertid inte innehöll några böner till Maria, utan endast avsåg att visa det nyttiga i det privata bruket av bönerna i rosenkransen eller Jungfru Marie psaltare. År 1534 översattes Alanus de Rupes skrift till svenska, det sista mera betydande översättningsarbete, som utfördes i Vadstena kloster. Översättningen utgavs av Robert Geete i Samlingar utgivna av Svenska fornskriftssällskapet, band 48 (1923–1925).